# 7-я гвардейская тяжёлая танковая бригада
7-я отдельная гвардейская тяжёлая танковая Новгородско-Берлинская Краснознамённая, орденов Суворова и Красной Звезды бригада — воинское соединение Вооружённых Сил СССР в Великой Отечественной войне.
Условное наименование — войсковая часть полевая почта (в/ч пп) № 37212.
Сокращённое наименование — 7 гв. отбр, 7 гв. оттбр.

## История
7-я отдельная гвардейская Краснознамённая танковая бригада сформирована приказом НКО СССР № 38 от 16 февраля 1942 года, путём преобразования 46-й отдельной Краснознамённой танковой бригады.
В действующей армии с 16 февраля 1942 года по 15 ноября 1944 года и с 5 марта 1945 года по 9 мая 1945 года.
С февраля 1942 года по январь 1944 года ведёт оборону по реке Волхов. Принимает участие в Любанской операции.
14 марта 1942 года бригада, получившая 10 марта 40 новых танков Т-34, передана в состав 2-й ударной армии. Танки бригады применялись небольшими группами, действуя вдоль коммуникаций.
С 26 по 28 марта совместно с частями 24-й гвардейской стрелковой дивизии, 4-й гвардейской стрелковой дивизии и 58-й стрелковой бригады пробила коридор к окружённым частям 2-й ударной армии шириной 800 метров вдоль Северной дороги в районе Мясной Бор. 22-24 апреля бригада перешла к обороне.
За месяц боёв бригада безвозвратно потеряла 25 танков Т-34. На 30 апреля 1942 года в составе оставалось 5 Т-34 и 4 БА-20, в ремонте — 10 Т-34 и 3 БА-20.
В мае-июне 1942 года бригада активно участвует в операции по выводу из окружения 2-й ударной армии. 16 мая выведена из боя и сосредоточена на плацдарме по западному берегу реки Волхов. 31 мая сосредоточилась в 2,5 км юго-восточнее Мясного Бора, снова, уже безуспешно, пробивает коридор для выхода частей 2-й ударной армии, потеряла 20 Т-34.
14 февраля 1943 года введена в бой на втором этапе операции «Искра» вместе с 58-й стрелковой бригадой, имела частный успех, подвижной группе удалось вклиниться в оборону противника и перехватить дорогу, идущую от Макарьевской Пустыни на Вериговщину.
В ходе Новгородско-Лужской операции в ночь на 20 января 1944 года была введена в бой из района Подберезья через Новгород по шоссе на Вашково, с задачей завершить уничтожение окружённой группировки ударом с тыла, после чего наступать на запад, овладеть станцией Передольская и перерезать железную дорогу Батецкая — Сольцы — Дно. 27 января частям бригады партизанами была передана станция Передольская.
После операции получила новые танки из Нижнего Тагила и была переброшена в район Лодейного Поля.
В ходе Свирско-Петрозаводской операции ведёт бои, поддерживая соединения 127-го лёгкого горнострелкового корпуса, в частности, прорывает 7 июля 1944 года финскую оборону в посёлке Салми и на рубеже Тулемайоки. С 5 по 19 сентября 1944 года поддерживает части 26-й армии в Северной Карелии, после чего передана в состав 14-й армии. Совершила марш при практически выработанном моторесурсе танков от Питкяранты до Кеми, а затем и до побережья Белого моря.
Во время Петсамо-Киркенесской операции введена в бой с участка Луостари на Петсамо, с целью не допустить отхода вражеских частей в Норвегию, части бригады действовали совместно с 339-м отдельным тяжёлым самоходно-артиллерийским полком. Танки бригады первыми ворвались на южную окраину Петсамо, при этом бригада действовала в полосе 99-го стрелкового корпуса. При наступлении на Киркенес бригада и 339-й гвардейский тяжёлый самоходно-артиллерийский полк вышли к Яр-Фьорду раньше врага, захватили переправу через залив и потопили два катера.
В декабре 1944 года переформирована в тяжёлую танковую бригаду, до марта 1945 года находилась в резерве.
В ходе Берлинской стратегической операции введена в бой во втором эшелоне, маршем вышла к Мюнхебергу и совместно с частями 82-й гвардейской стрелковой дивизии овладела городом.
Вела бои непосредственно в центре Берлина.
После окончания войны бригада переформирована 5 июля 1945 года в 7-й гвардейский тяжёлый танковый полк (в/ч пп) № 37212 с наследованием преемственности и наград. С 26 ноября 1945 года полк в составе 11-й гвардейской танковой дивизии, в составе которой просуществовал до самого вывода 11-й гвардейской танковой дивизии в Белоруссию и её последующего переформирования в бригаду в 1992 году.

## Укомплектованность
- на июль 1944 года — 75 танков, в том числе: 23 танка Т-34-85, 42 Т-34-76 и 10 «Валентайн IX»;
- на октябрь 1944 года — 55 танков Т-34, 21 танк КВ-1. Согласно отчёту о боевых действиях бригады с 1 по 29 октября 1944 года, в Петсамо-Киркенесской операции участвовали 39 танков Т-34 и 3 танка «Валентайн IX».

## Подчинение
| Подчинение      | Подчинение              | Подчинение                            | Подчинение | Подчинение                                 |
| Дата            | Фронт (военный округ)   | Армия                                 | Корпус     | Примечания                                 |
| --------------- | ----------------------- | ------------------------------------- | ---------- | ------------------------------------------ |
| 01.03.1942 года | Волховский фронт        | -                                     | -          | с 14.03.1942 — в составе 2-й ударной армии |
| 01.04.1942 года | Волховский фронт        | -                                     | -          | -                                          |
| 01.05.1942 года | Волховский фронт        | 59-я армия                            | -          | -                                          |
| 01.06.1942 года | Волховский фронт        | 59-я армия                            | -          | -                                          |
| 01.07.1942 года | Волховский фронт        | -                                     | -          | -                                          |
| 01.08.1942 года | Волховский фронт        | 4-я армия                             | -          | -                                          |
| 01.09.1942 года | Волховский фронт        | 4-я армия                             | -          | -                                          |
| 01.10.1942 года | Волховский фронт        | 4-я армия                             | -          | -                                          |
| 01.11.1942 года | Волховский фронт        | 4-я армия                             | -          | -                                          |
| 01.12.1942 года | Волховский фронт        | 4-я армия                             | -          | -                                          |
| 01.01.1943 года | Волховский фронт        | -                                     | -          | -                                          |
| 01.02.1943 года | Волховский фронт        | -                                     | -          | -                                          |
| 01.03.1943 года | Волховский фронт        | -                                     | -          | -                                          |
| 01.04.1943 года | Волховский фронт        | -                                     | -          | -                                          |
| 01.05.1943 года | Волховский фронт        | -                                     | -          | -                                          |
| 01.06.1943 года | Волховский фронт        | -                                     | -          | -                                          |
| 01.07.1943 года | Волховский фронт        | -                                     | -          | -                                          |
| 01.08.1943 года | Волховский фронт        | -                                     | -          | -                                          |
| 01.09.1943 года | Волховский фронт        | -                                     | -          | -                                          |
| 01.10.1943 года | Волховский фронт        | -                                     | -          | -                                          |
| 01.11.1943 года | Волховский фронт        | 54-я армия                            | -          | -                                          |
| 01.12.1943 года | Волховский фронт        | 54-я армия                            | -          | -                                          |
| 01.01.1944 года | Волховский фронт        | -                                     | -          | -                                          |
| 01.02.1944 года | Волховский фронт        | 8-я армия                             | -          | -                                          |
| 01.03.1944 года | Ленинградский фронт     | -                                     | -          | -                                          |
| 01.04.1944 года | Ленинградский фронт     | -                                     | -          | -                                          |
| 01.05.1944 года | 3-й Прибалтийский фронт | -                                     | -          | -                                          |
| 01.06.1944 года | 3-й Прибалтийский фронт | -                                     | -          | -                                          |
| 01.07.1944 года | Карельский фронт        | 7-я армия                             | -          | -                                          |
| 01.08.1944 года | Карельский фронт        | 7-я армия                             | -          | -                                          |
| 01.09.1944 года | Карельский фронт        | 7-я армия                             | -          | -                                          |
| 01.10.1944 года | Карельский фронт        | 14-я армия                            | -          | -                                          |
| 01.11.1944 года | Карельский фронт        | 7-я армия                             | -          | -                                          |
| 01.12.1944 года | Резерв Ставки ВГК       | Полевое управление Карельского фронта | -          | -                                          |
| 01.01.1945 года | Резерв Ставки ВГК       | Полевое управление Карельского фронта | -          | -                                          |
| 01.02.1945 года | Резерв Ставки ВГК       | Полевое управление Карельского фронта | -          | -                                          |
| 01.03.1945 года | Резерв Ставки ВГК       | -                                     | -          | -                                          |
| 01.04.1945 года | 1-й Белорусский фронт   | 69-я армия                            | -          | -                                          |
| 01.05.1945 года | 1-й Белорусский фронт   | 8-я гвардейская армия                 | -          | -                                          |

## Состав
При преобразовании в гвардейскую:
- Управление бригады (штат № 010/303)
- Рота управления (штат № 010/304)
- Разведывательная рота (штат № 010/305)
- 1-й отдельный танковый батальон (штат № 010/306)
- 2-й отдельный танковый батальон (штат № 010/306)
- Мотострелково-пулемётный батальон (штат № 010/307)
- Ремонтно-востановительная рота (штат № 010/308)
- Автотранспортная рота (штат № 010/309)
- Медико-санитарный взвод (штат № 010/310)

15—28 мая 1942 переформирована по штатам:
- Управление бригады (штат № 010/345)
- 1-й отдельный танковый батальон (штат № 010/346)
- 2-й отдельный танковый батальон (штат № 010/346)
- 3-й отдельный танковый батальон (штат № 010/346)
- Мотострелково-пулемётный батальон (штат № 010/347)
- Противотанковая батарея (штат № 010/348)
- Зенитная батарея (штат № 010/349)
- Рота управления (штат № 010/350)
- Рота технического обеспечения (штат № 010/351)
- Медико-санитарный взвод (штат № 010/352)

Приказом НКО № 00106 от 21 июня 1943 года переведена на штаты:
- Управление бригады (штат № 010/270)
- 1-й отдельный танковый батальон (штат № 010/271)
- 2-й отдельный танковый батальон [штат № 010/272)
- Мотострелково-пулемётный батальон (штат № 010/273)
- Истребительно-противотанковая батарея (штат № 010/274)
- Рота управления (штат № 010/275)
- Рота технического обеспечения (штат № 010/276)
- Медико-санитарный взвод (штат № 010/277)
- Рота противотанковых ружей (штат № 010/375)

Директивой ГШ КА № орг/3/2436 от 7 июня 1944 года переведена на штаты:
- Управление бригады (штат № 010/500)
- 1-й отдельный танковый батальон (штат № 010/501)
- 2-й отдельный танковый батальон (штат № 010/501)
- 3-й отдельный танковый батальон (штат № 010/501)
- Моторизованный батальон автоматчиков (штат № 010/502)
- Зенитно-пулемётная рота (штат № 010/503)
- Рота управления (штат № 010/504)
- Рота технического обеспечения (штат № 010/505)
- Медико-санитарный взвод (штат № 010/506)

Директивой ГШ КА № Орг/4/82022 от 12 февраля 1945 года переведена на новый тяжёлый штат и вооружена танками ИС-2:
- Управление бригады [штат № 010/500]
- 104-й гвардейский тяжёлый танковый полк (штат № 010/460), п/п № 96044
- 105-й гвардейский тяжёлый танковый полк (штат № 010/460), п/п № 63269
- 106-й гвардейский тяжёлый танковый полк (штат № 010/460), п/п № 96047
- Разведывательная рота (штат № 010/526)
- Зенитная рота М-15 (штат № 010/527)
- Рота управления (штат № 010/504)
- Рота технического обеспечения (штат № 010/505)
- Медико-санитарный взвод (штат № 010/506)
- Стрелковое отделение отдела контрразведки «СМЕРШ» (штат № 010/516)

## Командование бригады

### Командиры бригады
- Копцов, Василий Алексеевич (16.02.1942 — 21.05.1942), гвардии генерал-майор танковых войск;
- Шнейдер, Борис Иванович (25.05.1942 — 07.04.1944), полковник, с 10.09.1943 гвардии генерал-майор танковых войск;
- Юренков, Николай Николаевич (08.04.1944 — 10.06.1945), гвардии полковник[7][8]

### Заместитель командира бригады по строевой части
- Иванов Николай Михайлович[9] (02.1942 — 03.1942), гвардии подполковник, гвардии полковник;
- Вегерчук, Иван Никонович (03.1942 — 05.1942), гвардии подполковник
- Пашков, Андрей Никитович (07.1942 — 12.1942), гвардии майор
- Юренков Николай Николаевич (07.12.1943 — 08.04.1944), гвардии подполковник

### Военные комиссары бригады, с 9.10.1942 — заместители командира бригады по политической части
- Литвяк Михаил Моисеевич (16.02.1942 — 22.05.1942), гвардии полковой комиссар;
- Лившиц Иосиф Ефимович (22.05.1942 — 16.06.1943), гвардии старший батальонный комиссар, с 30.11.1942 гвардии подполковник[10]

### Начальники штаба бригады
- Шнейдер Борис Иванович (16.02.1942 — 25.05.1942), гвардии подполковник;
- Левин Фёдор Иванович (25.05.1942 — 12.10.1942), гвардии майор;
- Юренков Николай Николаевич (12.10.1942 — 07.12.1943), гвардии подполковник;
- Бурдонов Александр Васильевич (07.12.1943 — 29.08.1944), гвардии подполковник;
- Назаренко Николай Николаевич (29.08.1944 — 10.06.1945), гвардии подполковник[11]

### Начальники политотдела, с 06.1943 он же заместитель командира по политической части
- Лившиц Иосиф Ефимович (16.02.1942 — 22.05.1942), гвардии старший батальонный комиссар;
- Жибрик Иван Васильевич (18.06.1942 — 16.07.1945), гвардии батальонный комиссар, с 20.11.1942 гвардии майор, с 30.04.1943 гвардии подполковник, с 21.11.1944 гвардии полковник[10]

## Награды и почётные наименования
| Награда (наименование)               | Дата награждения                                                                  | За что получена |
| ------------------------------------ | --------------------------------------------------------------------------------- | --- |
| Почётное звание «Гвардейская»        | присвоено приказом Народного комиссара обороны СССР № 38 от 16 февраля 1942 года. | за проявленную отвагу в боях за Отечество с немецкими захватчиками, за стойкость, мужество, дисциплину и организованность, за героизм личного состава                                                                              |
| Почётное наименование «Новгородская» | присвоено приказом Верховного главнокомандующего № 09 от 21 января 1944 года      | за отличия в боях с немецкими захватчиками, за освобождение города Новгород |
| Почётное наименование «Берлинская»   | присвоено приказом Верховного главнокомандующего № 0111 от 11 июня 1945 года      | за отличия в боях при овладении столицей Германии городом Берлин |
| Орден Красного Знамени               | награждена указом Президиума Верховного Совета СССР от 17 декабря 1941 года       | за образцовое выполнение боевых заданий командования на фронте борьбы с немецкими захватчиками и проявленные при этом доблесть и мужество (по преемственности от 46-й танковой бригады)                                            |
| Орден Суворова II степени            | награждена указом Президиума Верховного Совета СССР от 31 октября 1944 года       | за образцовое выполнение заданий командования в боях с немецкими захватчиками, за овладение городом Петсамо (Печенга) и проявленные при этом доблесть и мужество                                                                   |
| Орден Красной Звезды                 | награждена указом Президиума Верховного Совета СССР от 22 февраля 1941 года       | в ознаменование XXIII годовщины Красной Армии, за выдающиеся успехи в боевой и политической подготовке (по преемственности от 1-го кавалерийского полка особой кавалерийской бригады, директива ГШ КА № орг/3143353 от 27.12.1943) |

## Отличившиеся воины
| Награда | Ф. И.О                         | Должность                                             | Звание  | Дата награждения     | Примечания                                                                           |
| ------- | ------------------------------ | ----------------------------------------------------- | ------- | -------------------- | ------------------------------------------------------------------------------------ |
|         | Асриян, Ашот Минасович         | командир среднего танка 2-го танкового батальона      | гвардии | 2 ноября 1944 года   |                                                                                      |
|         | Литвинов, Владимир Григорьевич | командир роты средних танков 1-го танкового батальона | гвардии | 26 августа 1944 года | награждён посмертно, за доблесть проявленную в боях под Новгородом, погиб 22.01.1944 |
|         | Платицин, Владимир Васильевич  | командир 1-го танкового батальона                     | гвардии | 26 августа 1944 года |                                                                                      |
|         | Телегин, Григорий Георгиевич   | командир роты средних танков 1-го танкового батальона | гвардии | 26 августа 1944 года | награждён посмертно, за доблесть проявленную в боях под Новгородом, погиб 22.01.1944 |
|         | Томашевич, Николай Николаевич  | командир среднего танка 2-го танкового батальона      | гвардии | 26 августа 1944 года |                                                                                      |